# Nậm Ta Na
Nậm Ta Na là một con suối đổ vào dòng nậm Pồ, chảy ở xã Chà Cang huyện Nậm Pồ tỉnh Điện Biên, Việt Nam .
Suối có chiều dài 15 km và diện tích lưu vực là 52 km² .

## Nậm Pồ và Nậm Nhạt
Nậm Ta Na đổ vào dòng Nậm Pồ, là một con sông bắt nguồn từ biên giới Việt - Lào trên vùng đất xã Vàng Đán huyện Nậm Pồ .
Nậm Pồ chảy uốn lượn về hướng bắc rồi đông bắc sang xã Chà Tở rồi Mường Mô. Tại rìa nam xã Mường Mô huyện Nậm Nhùn tỉnh Lai Châu thì Nậm Pồ hợp lưu với Nậm Chà thành dòng nậm Nhạt.
Nậm Nhạt dài cỡ 12 km, chảy hướng đông bắc, qua bản Nậm Nhạt xã Mường Mô thì đổ vào bờ phải sông Đà .

## Chỉ dẫn
1. ↑  Trong tiếng Thái-Tày "Nậm" có nghĩa là nước, sông, suối.

- Có thể do lỗi biên tập và đánh máy nên trong "Danh mục lưu vực sông liên tỉnh" tại Quyết định số 1989/QĐ-TTg đã ghi là Suối Nầm Ta Na chảy ở Điện Biên và Lai Châu [5], và một user đã theo đó lập ra trang wiki Suối Nầm Ta Na. Thực tế Nậm Ta Na chỉ chảy ở huyện Nậm Pồ, và không có tên trong "Danh mục địa danh... Điện Biên" [3].
- Một Nậm Ta Na (Sìn Hồ) khác chảy ở huyện Sìn Hồ đổ vào Nậm Na, có tên trong "Danh mục địa danh... Lai Châu" [4].